# 스타 트렉 (영화)
《스타 트렉》(영어: Star Trek: The Motion Picture)은 1979년에 개봉한 스타트렉의 첫번째 극장판 영화이다.

## 줄거리
거대한 에너지를 가진 미지의 물체가 지구로 다가오는 것이 포착된다. 마치 블랙홀처럼 주변의 모든 것을 빨아들이면서 지구로 다가오는 이 미지의 물체를 막기 위해 일선에서 물러나있던 커크 선장(윌리엄 샤트너 분)이 돌아온다. 후임 선장인 덱커와 충돌을 빚으며 엔터프라이즈호를 지휘하던 커크 선장은 마침내 물체의 비밀을 밝혀낸다. 그 물체는 생명을 가진 기계로서 어떤 메시지를 방출하면서 지구로 향하고 있다. 지구를 무사히 구하려면 그 메시지에 해당하는 답을 해줘야한다. 이에 커크 일행은 기계의 중심부로 침투하는데...

## 출연

### 주연
- 윌리암 샤트너
- 레너드 니모이
- 드포레스트 켈리

### 조연
- 제임스 두한
- 조지 타케이
- 워터 코에닉
- 니셸 니콜스
- 마젤 바렛
- 페르시스 캄바타
- 스티븐 콜린스

## 기타
- 원조: 진 로든버리
- 협력프로듀서: 존 포빌
- 조감독: 케빈 G. 크레민
- 조감독: 다니엘 맥콜리
- 조감독: 더글러스 E. 와이즈
- 조감독: 더글러스 트럼블
- 미술: 해롤드 마켈슨
- 세트: 린다 데스세나
- 의상: 로버트 플레처
- 분장부문: 바바라 민스터
- 분장부문: 비 닐
- 분장부문: 프레드 B. 필립스
- 분장부문: 젠나 필립스
- 분장부문: 릭 스트라톤
- 분장부문: 카를로스 이기
- 배역: 마빈 페이지
- 프로덕션매니저: 린드슬리 파슨스 주니어
- 프로덕션매니저: 필 로우린